# 高英
高 英（こう えい、? - 518年）は、北魏の宣武帝の2番目の皇后。宣武帝の生母高照容の姪にあたる。

## 生涯
高偃と王氏（武邑君）のあいだの娘として生まれた。503年（景明4年）、宣武帝の後宮に入って貴嬪（妃）となった。皇子を生んだが、その子は夭逝した。また、建徳公主を生んだ。507年（正始4年）10月、皇后于氏は急死し、世間は高英の仕業ではないかと噂した。翌年（508年）、高英は皇后に立てられた。
515年（延昌4年）、孝明帝が即位すると、皇太后となった。まもなく出家して尼僧となり、瑤光寺に住持して、慶事の大節以外は宮中に入らなかった。518年（神亀元年）9月24日、急死した。

## 子女
- 男子 （夭折）
- 建徳公主

## 伝記資料
- 『魏書』巻13 列伝第1
- 『北史』巻13 列伝第1
- 魏瑶光寺尼慈義墓誌銘（高英墓誌）